# Melochia hermannioides
Melochia hermannioides är en malvaväxtart som beskrevs av A. St.-hil.. Melochia hermannioides ingår i släktet Melochia och familjen malvaväxter. Inga underarter finns listade i Catalogue of Life.